# 옥자연
옥자연(1988년 12월 19일~)은 대한민국의 배우이다.

## 학력
- 순천동산여자중학교(졸업)
- 순천여자고등학교(졸업)
- 서울대학교 인문대학 미학과(졸업)

## 출연 작품

### 영화
- 2015년 《참 친절하시네요》
- 2016년 《밀정》 ... 이정출의 아내 역
- 2016년 《지울 수 없는...》 ... 소녀 역
- 2016년 《종이피아노》 ... 엄마 역
- 2017년 《사랑하기 때문에》 ... 홍대 버스킹 여성 역
- 2018년 《버닝》 ... 자연 역
- 2018년 《인랑》 ... 인랑 5 역
- 2018년 《안시성》 ... 군사 3 아내 역
- 2019년 《걸캅스》 ... 뉴퍼시픽 자살 피해 여성 역
- 2019년 《비스트》 ... 종찬의 아내 역
- 2019년 《속물들》 ... 탁소영 역
- 2019년 《백두산》 ... 민 중사 역
- 2021년 《보이스》 ... 지능수사대 형사 1 역
- 2021년 《SAVE THE CAT》 ... 영우 역
- 2021년 《국화의 틈》 … 윤정 역
- 2022년 《외계+인 1부》 … 의사 역
- 2023년 《사랑의 고고학》 ... 강영실 역
- 2023년 《너의 순간》 ... 영 역
- 2024년 《외계+인 2부》 … 서연경 역
- 2024년 《크로스》 … 선우 역
- 2025년 《파과》 … 초엽 역

### 드라마
- 2017년 《투깝스》 ... 진수아 역
- 2017년 《나쁜 녀석들 : 악의 도시》 ... 양필순 역
- 2018년 《기름진 멜로》 ... 이지경 역
- 2018년 《tvN 드라마 스테이지 - 내 연적의 모든 것》 ... 준희 역
- 2019년 《이몽》 ... 오광심 역
- 2020년 《경이로운 소문》 ... 백향희 역
- 2021년 《마인 : MINE》 ... 강자경 / 이혜진 역
- 2021년 《검은 태양》 ... 린웨이 역
- 2022년 《빅마우스》 ... 현주희 역
- 2022년 《슈룹》 ... 황 귀인 역
- 2023년 《퀸메이커》 … 국지연 역
- 2023년 《경성크리처》 … 나영춘 역
- 2024년 《LTNS》 … 민수 역
- 2024년 《경성크리처 시즌 2》 … 나영춘 역 (특별출연)
- 2024년 《강남 비-사이드》 … 최수인 역
- 2024년 《가석방 심사관 이한신》 … 1인 시위를 하는 여성 (특별출연)
- 2025년 《나인 퍼즐》 ... 서양희 역
- 2025년 《노무사 노무진》 ... 이서정 역 (특별출연)

### 연극
- 2012년 《손님》
- 2012년 《로미오와 줄리엣》 … 홍위병 역
- 2013년 《선데이 모닝 밥도둑》
- 2013년 《로미오와 줄리엣》 … 전사파 홍위병 역
- 2014년 《마르고 닳도록 - 고양공연》
- 2014년 《킹 글로리어스》 … 거트루드 역
- 2014년 《제 2회 한국영화극작가전 - 수인의 몸 이야기》 … 박사 외 다수 역
- 2014년 《햄릿 아바따》
- 2015년 《헤이그 1907》 … 이준의 아내 외 다수 역
- 2015년 《서울국제 공연예술제 - 믿음의 기원 2》
- 2016년 《두산인문극장 2016 모험 - 게임》 … 엠마 / 사라 역
- 2016년 《블랙버드》 ... 우나 역
- 2020년 《어슬렁》 … 이자연 역
- 2022년 《하얀 꽃을 숨기다》 … 마이코 역
- 2023년 《의붓자식》 … 성실 역
- 2023년 《이런 밤, 들 가운데서》 … 소란 역
- 2025년 《디 이펙트》 … 코니 홀 역

### 뮤지컬
- 2016년 《뮤직씨어터 <원이엄마>》(안동공연)

### 예능 & 다큐
- 2021년 tvN 《경이로운 귀환》
- 2021년 KBS2 《옥탑방의 문제아들》 … 138회 게스트
- 2021년 MBC 《황금어장 라디오스타》 … 735회 게스트
- 2022년 JTBC 《마녀체력 농구부》 … 고정
- 2022년 MBC 《심야괴담회》 … 55회 게스트
- 2022년 SBS 《런닝맨》 … 620회 게스트
- 2024년 TVING 《샤먼 : 귀신전》 … 프리젠터(With 유지태)
- 2025년 MBC 《나 혼자 산다》 … 583회, 588회 게스트
- 2025년 SBS 《꼬리에 꼬리를 무는 그날 이야기》 … 181회 게스트

### 뮤직비디오
- 새소년 《난춘》(2020년)
- 박봄 《아이》(2023년)

### 라디오 프로그램
- 최화정의 파워타임(2021년)

### CF
- 유니클로(2017년)
- 피코크(2017년)
- 삼성 디지털 프라자(2017년)
- 아이오페(2017년)
- 르까프(2017년)
- 갤럭시 노트 9(2018년)
- 인사돌(2018년)
- 풀무원(2018년)
- 현대 제네시스(2018년)
- 래미안(2020년)
- 라보페(2023년)

## 수상 및 후보
| 연도 | 시상식              | 부문               | 작품        | 결과 |
| ---- | ------------------- | ------------------ | ----------- | ---- |
| 2022 | 제58회 백상예술대상 | TV부문 여자 조연상 | 마인 : MINE | 후보 |